# Money (software)
Money (angl. „peníze“) je obchodní značka účetních programů, ekonomických systémů a podnikových informačních systémů (ERP), které vyvíjí a distribuuje česká společnost Solitea. Umožňují vést daňovou evidenci i podvojné účetnictví, mzdové účetnictví, skladové hospodářství, knihu jízd či evidenci objednávek, poptávek apod., funkce se však významně liší na základě produktových řad.
Jeho první verze vznikla v roce 1990 a byla pod označením Money 1 představena na podzim téhož roku na výstavě Invex v Brně. . Do roku 2004 se pak v té době aktuální verze programu (Money S3) stala nejprodávanějším ERP produktem na českém trhu. 
Kromě produktové řady Money vyvíjí Solitea Česká republika i jiný software, například pokladní systém Prodejna SQL (dříve Prodejna S5) nebo cloudovou službu iDoklad. 

## Současné produktové řady
V současnosti jsou v distribuci tři hlavní produktové řady, používající jiné technologie:
- Money S3 – účetní a ekonomický systém pro živnostníky a menší společnosti (v distribuci od roku 2001).
- Money S4 – podnikový informační systém pro středně velké společnosti, využívající platformu .NET a jako datové úložiště Microsoft SQL Server. Distribuované je v připravených balíčcích (v distribuci od roku 2008).
- Money S5 – ERP řešení pro větší společnosti, využívající stejnou technologii, jako Money S4. Na rozdíl od něj je implementované na míru (v distribuci od roku 2005).
- Dále nesou označení Money některé další produkty Solitea Česká republika, například aplikace pro telefony od Apple iPhone, MoneyDnes. [9]

## Historické verze systémů Money
Zpočátku byly vyvíjeny postupně různé verze účetní programu Money, které nahrazovaly verzi předchozí. Od roku 2001 je však v distribuci Money S3, které změnilo licencování na pravidelnou roční aktualizaci, a od roku 2005 se k němu přidávají další, souběžně distribuované produktové řady: 
| Verze | Rok vydání | Název vydání | Poznámka                                                                                                 |
| ----- | ---------- | ------------ | --- |
| 1     | 1990       | Money 1      | |
| 2     | 1992       | Money 2      | |
| 3     | 1993       | Money 3      | |
| 4     | 1994       | Money 4      | |
| 5     | 1995       | Money602     | Distribuované souběžně s kancelářským balíkem Software602                                                |
| 6     | 1996       | Money 6      | Poslední verze pod operačním systémem DOS, podpora ukončena v roce 1999                                  |
| 7     | 1996       | Money 97     | Umožnilo vést podvojné účetnictví pod operačním systémem Windows                                         |
| 8     | 1999       | Money 2000   | |
| S3    | 2001       | Money S3     | změna licencování – místo navazujících verzí programu je licence podmíněna pravidelnou roční aktualizací |
| S5    | 2005       | Money S5     | souběžná produktová řada pro jiné spektrum uživatelů: velké firmy                                        |
| S4    | 2008       | Money S4     | třetí produktová řada pro středně velké společnosti                                                      |